# Вислав I
Вислав I (нем. Wizlaw I; ок. 1180 года, Рюген — 7 июня 1250 года, Рюген) — князь Рюгена с 1221 года по 1250 год, сын князя Яромара I и принцессы Софии Шведской.

## Биография
Вислав I родился около 1180 года в княжестве Рюген. Он был сыном князя Яромара I и его второй жены, принцессы Софии Шведской. Первое упоминание о нём в письменном источнике относится к 1193 году. В 1219 году он, как вассал Вальдемара II, короля Дании, участвовал в завоевании Эстонии.
После отречения от престола его брата Барнуты, Вислав I с 1221 года упоминается в документах как князь Рюгена. В этом году также впервые источники сообщают о германских поселенцах, основавших на материковой части княжества город Трибзеез. Вислав I поощрял колонистов-германцев селиться на территории княжества и в землях побочных ветвей Рюгенского Дома, фон Гристов и фон Путбусов.
Позднее Вислав I снова принимал участие в военных походах датчан; в 1225 году он участвовал в битве под Мёльне, в 1227 году в битве под Борнхёведом. Несмотря на поражение датчан, он добровольно остался единственным вассалом правителей Дании в регионе. В 1231 году Вислав I основал аббатство Нойэнкамп (ныне Францбург) для монахов-цистерцианцев. В 1234 году он признал Штральзунд городом, дал ему устав, предоставил права ловли рыбы и другие привилегии, например, освобождение от таможенных пошлин. Во время его правления, княжество Рюген достигло наибольшего развития.

## Потомки
Вислав I был женат на принцессе Маргарите Шведской († 1232), дочери короля Сверкера Карлссона и предположительно Бенедикты Эббесдоттер. У них было шесть сыновей:
- Ярослав (1215—1242), пробст Рюгена и Трибзеса (1232—1242).
- Пётр (? — 1237)
- Вислав (ок. 1220 — 1243)
- Бурислав (1231—1237)
- Николай (? — 1237)
- Яромар II (1218—1260), князь Рюгена (соправитель Вислава I с 1245)